# Ayaz Mahmood
Ayaz Mahmood (Karachi, 24 mei 1964) is een hockeyer uit Pakistan. 
Mahmood won met de Pakistaanse ploeg de gouden medaille tijdens de Olympische Spelen 1984 in het Amerikaanse Los Angeles.

## Erelijst
- 1984 –  Olympische Spelen in Los Angeles
- 1984 -  Champions Trophy in Karachi
- 1986 -  Aziatische Spelen in Seoel